# −6
−6（マイナスろく）は、負の整数の1つであり、−7 の次で −5 の前の数である。

## 性質
- −6 は負の整数の中で6番目に大きい数である。負の偶数としては-4の次に大きい。

## その他 −6 に関すること
- 10−6 を表すSI接頭語は μ （マイクロ）である。
  - 例: 1μm = 10-6m, 1μs（マイクロ秒） = 10−6s（秒）
- 10−6 を表す日本の単位は微。
- 西暦マイナス6年は紀元前7年、マイナス6世紀は紀元前7世紀に当たる。